# Stockholm Open
Az If Stockholm Open egy Stockholmban, Svédországban évente október végén vagy november elején megrendezett tenisztorna.
Az ATP 250 Series tornák közé tartozik, összdíjazása 600 000 €. A verseny 1969 óta kerül megrendezésre és ezen 32 versenyző vehet részt.
A mérkőzéseket fedett pályán, kemény borításon játsszák.

## Története
Az 1969-es versenytől kezdődően a Kungliga tennishallen csarnokban játszották le a meccseket, kivételt képzett az 1989-es és az 1994-es verseny, amelyeknek a Stockholm Globe Arena adott otthont.
Az 1975, 1979 és 1980-as években rendeztek női tornákat is, amelyeket  szőnyeg borításon bonyolítottak le. az 1995-től kezdődően a torna egyre jobban elveszítette a presztízsét és az úgynevezett  ATP World Tour Masters 1000 (Super 9) tornából  2009-re ATP 250 Series versennyé fokozódott le.

## Győztesek

### Férfiak

#### Egyéni
| Év   | Győztes             | Ellenfél a döntőben   | Eredmény a döntőben      |
| ---- | ------------------- | --------------------- | ------------------------ |
| 1969 | Nikola Pilić        | Ilie Năstase          | 6-4, 4-6, 6-2            |
| 1970 | Stan Smith          | Arthur Ashe           | 5-7, 6-4, 6-4            |
| 1971 | Arthur Ashe         | Jan Kodeš             | 6-1, 3-6, 6-2, 1-6, 6-4  |
| 1972 | Stan Smith          | Tom Okker             | 6-4, 6-3                 |
| 1973 | Tom Gorman          | Björn Borg            | 6-3, 4-6, 7-6            |
| 1974 | Arthur Ashe         | Tom Okker             | 6-2, 6-2                 |
| 1975 | Adriano Panatta     | Jimmy Connors         | 4-6, 6-3, 7-5            |
| 1976 | Mark Cox            | Manuel Orantes        | 4-6, 7-5, 7-6            |
| 1977 | Sandy Mayer         | Raymond Moore         | 6-2, 6-4                 |
| 1978 | John McEnroe        | Tim Gullikson         | 6-2, 6-2                 |
| 1979 | John McEnroe        | Gene Mayer            | 6-7, 6-3, 6-3            |
| 1980 | Björn Borg          | John McEnroe          | 6-3, 6-4                 |
| 1981 | Gene Mayer          | Sandy Mayer           | 6-4, 6-2                 |
| 1982 | Henri Leconte       | Mats Wilander         | 7-6, 6-3                 |
| 1983 | Mats Wilander       | Tomáš Šmíd            | 6-1, 7-5                 |
| 1984 | John McEnroe        | Mats Wilander         | 6-2, 3-6, 6-2            |
| 1985 | John McEnroe        | Anders Järryd         | 6-1, 6-2                 |
| 1986 | Stefan Edberg       | Mats Wilander         | 6-2, 6-1, 6-1            |
| 1987 | Stefan Edberg       | Jonas Svensson        | 7-5, 6-2, 4-6, 6-4       |
| 1988 | Boris Becker        | Peter Lundgren        | 6-4, 6-1, 6-1            |
| 1989 | Ivan Lendl          | Magnus Gustafsson     | 7-5, 6-0, 6-3            |
| 1990 | Boris Becker        | Stefan Edberg         | 6-4, 6-0, 6-3            |
| 1991 | Boris Becker        | Stefan Edberg         | 3-6, 6-4, 1-6, 6-2, 6-2  |
| 1992 | Goran Ivanišević    | Guy Forget            | 7-6(2), 4-6, 7-6(5), 6-2 |
| 1993 | Michael Stich       | Goran Ivanišević      | 4-6, 7-6(6), 7-6(3), 6-2 |
| 1994 | Boris Becker        | Goran Ivanišević      | 4-6, 6-4, 6-3, 7-6(4)    |
| 1995 | Thomas Enqvist      | Arnaud Boetsch        | 7-5, 6-4                 |
| 1996 | Thomas Enqvist      | Todd Martin           | 7-5, 6-4, 7-6(0)         |
| 1997 | Jonas Björkman      | Jan Siemerink         | 3-6, 7-6(2), 6-2, 6-4    |
| 1998 | Todd Martin         | Thomas Johansson      | 6-3, 6-4, 6-4            |
| 1999 | Thomas Enqvist      | Magnus Gustafsson     | 6-3, 6-4, 6-2            |
| 2000 | Thomas Johansson    | Jevgenyij Kafelnyikov | 6-2, 6-4, 6-4            |
| 2001 | Sjeng Schalken      | Jarkko Nieminen       | 3-6, 6-3, 6-3, 4-6, 6-3  |
| 2002 | Paradorn Srichaphan | Marcelo Ríos          | 6-7(2), 6-0, 6-3, 6-2    |
| 2003 | Mardy Fish          | Robin Söderling       | 7-5, 3-6, 7-6(4)         |
| 2004 | Thomas Johansson    | Andre Agassi          | 3-6, 6-3, 7-6(4)         |
| 2005 | James Blake         | Paradorn Srichaphan   | 6-1, 7-6(6)              |
| 2006 | James Blake         | Jarkko Nieminen       | 6-4, 6-2                 |
| 2007 | Ivo Karlović        | Thomas Johansson      | 6-3, 3-6, 6-1            |
| 2008 | David Nalbandian    | Robin Söderling       | 6-2, 5-7, 6-3            |
| 2009 | Márkosz Pagdatísz   | Olivier Rochus        | 6-1, 7-5                 |

#### Páros
| Év   | Győztes                             | Ellenfél a döntőben                 | Eredmény a döntőben |
| ---- | ----------------------------------- | ----------------------------------- | ------------------- |
| 1969 | Roy Emerson Rod Laver               | Andrés Gimeno Graham Stilwell       | 6-4, 6-2            |
| 1970 | Arthur Ashe Stan Smith              | Bob Carmichael Owen Davidson        | 6-0, 5-7, 7-5       |
| 1971 | Stan Smith Tom Gorman               | Arthur Ashe Bob Lutz                | 6-4, 6-3            |
| 1972 | Tom Okker Marty Riessen             | Roy Emerson Colin Dibley            | 6-3, 6-2            |
| 1973 | Jimmy Connors Ilie Năstase          | Bob Carmichael Frew McMillan        | 7-6, 7-5            |
| 1974 | Tom Okker Marty Riessen             | Bob Hewitt Frew McMillan            | 2-6, 6-3, 6-4       |
| 1975 | Bob Hewitt Frew McMillan            | Charlie Pasarell Roscoe Tanner      | 3-6, 6-3, 6-4       |
| 1976 | Bob Hewitt Frew McMillan            | Tom Okker Marty Riessen             | 6-4, 4-6, 6-4       |
| 1977 | Tom Okker Wojciech Fibak            | Brian Gottfried Raúl Ramírez        | 6-3, 6-3            |
| 1978 | Tom Okker Wojciech Fibak            | Stan Smith Bob Lutz                 | 6-3, 6-2            |
| 1979 | John McEnroe Peter Fleming          | Tom Okker Wojciech Fibak            | 6-4, 6-4            |
| 1980 | Heinz Günthardt Paul McNamee        | Stan Smith Bob Lutz                 | 6-7, 6-3, 6-2       |
| 1981 | Kevin Curren Steve Denton           | Sherwood Stewart Ferdi Taygan       | 6-7, 6-4, 6-0       |
| 1982 | Jan Gunnarsson Mark Dickson         | Sherwood Stewart Ferdi Taygan       | 7-6, 6-7, 6-4       |
| 1983 | Anders Järryd Hans Simonsson        | Johan Kriek Peter Fleming           | 7-6, 7-5            |
| 1984 | Henri Leconte Tomáš Šmíd            | Vidzsaj Amritrádzs Ilie Năstase     | 7-5, 7-5            |
| 1985 | Guy Forget Andrés Gómez             | Mike De Palmer Gary Donnelly        | 6-3, 6-4            |
| 1986 | Sherwood Stewart Kim Warwick        | Pat Cash Slobodan Živojinović       | 4-6, 6-1, 7-5       |
| 1987 | Stefan Edberg Anders Järryd         | Jim Grabb Jim Pugh                  | 6-2, 3-6, 6-1       |
| 1988 | Kevin Curren Jim Grabb              | Paul Annacone John Fitzgerald       | 7-5, 7-5            |
| 1989 | Jorge Lozano Todd Witsken           | Rick Leach Jim Pugh                 | 6-0, 5-7, 6-3       |
| 1990 | Guy Forget Jakob Hlasek             | John Fitzgerald Anders Järryd       | 6-2, 6-3            |
| 1991 | John Fitzgerald Anders Järryd       | Tom Nijssen Cyril Suk               | 7-5, 6-3            |
| 1992 | Todd Woodbridge Mark Woodforde      | Steve DeVries David Macpherson      | 6-4, 6-4            |
| 1993 | Todd Woodbridge Mark Woodforde      | Gary Muller Danie Visser            | 7-6, 5-7, 7-6       |
| 1994 | Todd Woodbridge Mark Woodforde      | Jan Apell Jonas Björkman            | 6-4, 4-6, 6-3       |
| 1995 | Jacco Eltingh Paul Haarhuis         | Grant Connell Patrick Galbraith     | 3-6, 6-2, 7-6       |
| 1996 | Patrick Galbraith Jonathan Stark    | Todd Martin Chris Woodruff          | 7-6, 6-4            |
| 1997 | Marc-Kevin Goellner Richey Reneberg | Ellis Ferreira Patrick Galbraith    | 6-3, 3-6, 7-6       |
| 1998 | Nicklas Kulti Mikael Tillström      | Chris Haggard Peter Nyborg          | 7-5, 3-6, 7-5       |
| 1999 | Piet Norval Kevin Ullyett           | Jan-Michael Gambill Scott Humphries | 7-5, 6-3            |
| 2000 | Mark Knowles Daniel Nestor          | Petr Pála Pavel Vízner              | 6-3, 6-2            |
| 2001 | Donald Johnson Jared Palmer         | Jonas Björkman Todd Woodbridge      | 6-3, 4-6, 6-3       |
| 2002 | Wayne Black Kevin Ullyett           | Wayne Arthurs Paul Hanley           | 6-4, 2-6, 7-6(4)    |
| 2003 | Jonas Björkman Todd Woodbridge      | Wayne Arthurs Paul Hanley           | 6-3, 6-4            |
| 2004 | Fernando Verdasco Feliciano López   | Wayne Arthurs Paul Hanley           | 6-4, 6-4            |
| 2005 | Wayne Arthurs Paul Hanley           | Lijendar Pedzs Nenad Zimonjić       | 6-3, 6-3            |
| 2006 | Paul Hanley Kevin Ullyett           | Olivier Rochus Kristof Vliegen      | 7-6(2), 6-4         |
| 2007 | Jonas Björkman Makszim Mirni        | Arnaud Clément Michael Llodra       | 6-4, 6-4            |
| 2008 | Jonas Björkman Kevin Ullyett        | Johan Brunström Michael Ryderstedt  | 6-1, 6-3            |
| 2009 | Bruno Soares Kevin Ullyett          | Simon Aspelin Paul Hanley           | 6-4, 7-6(4)         |

### Női

#### Egyéni
| Év      | Győztes          | Ellenfél a döntőben | Eredmény a döntőben |
| ------- | ---------------- | ------------------- | ------------------- |
| 1975    | Virginia Wade    | Françoise Durr      | 6-3, 4-6, 7-5       |
| 1976-78 | Not held         | Not held            | Not held            |
| 1979    | Billie Jean King | Betty Stöve         | 6-3, 6-7, 7-5       |
| 1980    | Hana Mandlíková  | Bettina Bunge       | 6-2, 6-2            |

#### Páros
| Év      | Győztes                       | Ellenfél a döntőben                   | Eredmény a döntőben |
| ------- | ----------------------------- | ------------------------------------- | ------------------- |
| 1975    | Françoise Durr Betty Stöve    | Evonne Goolagong Cawley Virginia Wade | 6-3, 6-4            |
| 1976-78 | Not held                      | Not held                              | Not held            |
| 1979    | Betty Stöve Wendy Turnbull    | Billie Jean King Ilana Kloss          | 7-5, 7-6            |
| 1980    | Mima Jaušovec Virginia Ruzici | Hana Mandlíková Betty Stöve           | 6-2, 6-1            |